# DYNC2LI1
DYNC2LI1 (англ. Dynein cytoplasmic 2 light intermediate chain 1) – білок, який кодується однойменним геном, розташованим у людей на 2-й хромосомі. Довжина поліпептидного ланцюга білка становить 351 амінокислот, а молекулярна маса — 39 625.
| 10         |  | 20         |  | 30         |  | 40         |  | 50         |
| ---------- |  | ---------- |  | ---------- |  | ---------- |  | ---------- |
| MPSETLWEIA |  | KAEVEKRGIN |  | GSEGDGAEIA |  | EKFVFFIGSK |  | NGGKTTIILR |
| CLDRDEPPKP |  | TLALEYTYGR |  | RAKGHNTPKD |  | IAHFWELGGG |  | TSLLDLISIP |
| ITGDTLRTFS |  | LVLVLDLSKP |  | NDLWPTMENL |  | LQATKSHVDK |  | VIMKLGKTNA |
| KAVSEMRQKI |  | WNNMPKDHPD |  | HELIDPFPVP |  | LVIIGSKYDV |  | FQDFESEKRK |
| VICKTLRFVA |  | HYYGASLMFT |  | SKSEALLLKI |  | RGVINQLAFG |  | IDKSKSICVD |
| QNKPLFITAG |  | LDSFGQIGSP |  | PVPENDIGKL |  | HAHSPMELWK |  | KVYEKLFPPK |
| SINTLKDIKD |  | PARDPQYAEN |  | EVDEMRIQKD |  | LELEQYKRSS |  | SKSWKQIELD |
| S          |  |            |  |            |  |            |  |            |

A: Аланін

C: Цистеїн

D: Аспарагінова кислота

E: Глутамінова кислота

F: Фенілаланін

G: Гліцин

H: Гістидин

I: Ізолейцин

K: Лізин

L: Лейцин

M: Метіонін

N: Аспарагін

P: Пролін

Q: Глутамін

R: Аргінін

S: Серин

T: Треонін

V: Валін

W: Триптофан

Кодований геном білок за функціями належить до білкових моторів, білків розвитку. 
Задіяний у таких біологічних процесах, як біогенез та деградація війок, альтернативний сплайсинг. 
Локалізований у цитоплазмі, цитоскелеті, клітинних відростках, війках.